# 봉산면 (담양군)
봉산면(鳳山面)은 전라남도 담양군에 위치한 면이다. 면적은 19.489km2이고, 2021년 기준 인구는 약 2천756명이다. 

## 행정 구역
- 대추리(大秋里)
  - 대추
  - 도고
  - 곡정
- 제월리(齊月里)
  - 제월
  - 서봉
  - 마항
- 신학리(新鶴里)
  - 신학
  - 학동
- 기곡리(錡谷里)
  - 탄금
  - 상덕
  - 연산
  - 방축
  - 반월
  - 송산
- 연동리(淵洞里)
  - 연동
  - 죽림
- 유산리(柳山里)
  - 유산
  - 마산
- 양지리(陽地里)
  - 양지
  - 독서골
- 와우리(臥牛里)
  - 와우
  - 봉학
  - 신평
- 삼지리(三支里)
  - 삼지